# أكيمي كاتو
أكيمي كاتو (باليابانية: 加藤明美؛ بالكانا: かとう あけみ) هي لاعب هوكي الحقل يابانية، ولدت في 13 ديسمبر 1970 في سايتاما في اليابان.

## وصلات خارجية
- أكيمي كاتو على موقع أوليمبيديا (الإنجليزية)